# Zdzisław Studziński
Zdzisław Studziński (* 14. August 1922 in Łódź; † 7. März 1976 in Gdynia) war ein polnischer Vizeadmiral und Politiker der Polnischen Vereinigten Arbeiterpartei (PZPR), der zwischen 1955 und 1969 Befehlshaber der Marine der Volksrepublik Polen sowie anschließend stellvertretender Stabschef der Streitkräfte des Warschauer Paktes war.

## Leben
Studziński, der 1945 Mitglied der Polnischen Arbeiterpartei PPR (Polska Partia Robotnicza) sowie 1948 der Polnischen Vereinigten Arbeiterpartei PZPR (Polska Zjednoczona Partia Robotnicza) wurde, war zwischen 1945 und 1949 Absolvent der Zentralschule für Politoffiziere (Centralna Szkoła Oficerów Politycznych) in Warschau sowie der Marineoffiziersschule (Oficerska Szkoła Marynarki Wojennej) in Gdynia. Anschließend war er zunächst Kommandant des Minensuchbootes ORP Mors sowie danach von 1950 bis 1952 als Korvettenkapitän Kommandant des Zerstörers ORP Błyskawica. Im Anschluss wurde er 1952 in die Hauptmarinebasis nach Gdynia versetzt, wo er zunächst stellvertretender Befehlshaber der Marine für allgemeine Angelegenheiten war.
Neben seiner militärischen Laufbahn wurde er 1952 für die PZPR auch zum Abgeordneten des Sejm gewählt und gehörte diesem von der ersten bis zum Ende der fünften Legislaturperiode am 15. Februar 1972 mehr als 19 Jahre lang an.
Am 3. März 1955 wurde Studziński als Nachfolger des sowjetischen Konteradmiral Aleksander Dmitrijewitsch Winogradow Befehlshaber der polnischen Marine und bekleidete diese Funktion 14 Jahre lang bis zu seiner Ablösung durch Ludwik Janczyszyn am 19. November 1969. Während seines Studiums an der sowjetischen Seekriegsakademie in Leningrad fungierte Konteradmiral Jan Wiśniewski vom 12. Oktober 1956 bis 8. September 1958 kommissarisch als Befehlshaber der Marine. Während seiner Zeit als Befehlshaber der Marine wurde er zum Konteradmiral sowie später zum Vizeadmiral befördert. Er gehörte damit zur Generation der Nachkriegsoffiziere, die in kurzer Zeit verantwortungsvolle Posten übernahmen und wurde in der kürzesten Dienstzeit zum Konteradmiral befördert und war zugleich jüngster Befehlshaber der Marine. Während seiner Amtszeit gab es auch verschiedentliche Flottenaustauschprogramme wie zum Beispiel 1968 mit der Volksmarine der DDR.
Auf dem IV. Parteitag der PZPR wurde er 1964 auch zum Kandidaten des Zentralkomitees (ZK) gewählt und als solcher auf dem V. Parteitag 1968 bestätigt.
Nach Beendigung seiner Tätigkeit als Befehlshaber der Marine wurde Studziński 1969 stellvertretender Chef des Stabes der Streitkräfte des Warschauer Paktes und behielt diese Funktion bis zu seinem Tod.
Nach seinem plötzlichen Tod im Alter von nur 53 Jahren wurde er auf dem Friedhof Cmentarz Witomiński in Gdynia beigesetzt.

### Orden und Auszeichnungen
Während seiner langjährigen Laufbahn wurde Studziński mehrfach mit in- und ausländischen Orden und Auszeichnungen geehrt. Zu den bedeutendsten Ehrungen gehören der Order Odrodzenia Polski, den er als Kommandeur verliehen bekam. Darüber hinaus erhielt er unter anderem das Verdienstkreuz der Republik Polen in Silber (1947) sowie in Gold (1952). An ausländischen Orden erhielt er unter anderem von der Sowjetunion den Leninorden 1968.